# Litomerice
Litomerice (njemački: Leitmeritz, češki: Litoměřice) je grad na sjeverozapadu Češke na ušću rijeke Ohře u Labu, udaljen oko 64 km sjeverozapadno od Praga.
Grad se nalazi u Češkoj pokrajini Ústečki kraj koju zovu i Češke vrt zbog ugodne klime, u kojoj uspjeva razno voće pa čak i grožđe. Za Austro-Ugarske, mnogi umirovljenici odabrali su rađe Litomerice zbog ugodne klime, nego neke južnije gradove carstva.

## Povijest
Litomerice je jedan od najstarijih gradova Češke, osnovan je u 10. stoljeću, na mjestu ranosrednjovjekovne slavenske utvrde. Grad je dobio povelju kraljevskog slobodnog grada 1219. Od 12. st. do 17. stoljeća grad je bio značajan trgovački centar unutar Svetog Rimskog Carstva, s miješanom germansko-slavenskom populacijom. Njemački stanovnici Litomerica pretrpjeli su velike nevolje tijekom 15. stoljeća za vrijeme Husitskih ratova. Nakon protestantske pobune koja je potaknula Tridesetogodišnji rat, te nakon poraza protestanata u Bitci na bijeloj gori, stanovnici grada morali su prihvatiti katolicizam, ili napustiti grad, koji je postao i biskupsko sjedište 1655. godine. Nakon toga, broj Čeha u gradu se smanjio, a on je u velikoj mjeri germaniziran. 
Nakon raspada Austro-Ugarske 1918., područja uz granicu s Njemačkom, gdje je živjela većina bivših austrijskih građana koji su govorili njemački jezik, pokušala su sve da uđu u sastav Njemačke Austrije (koja je pak trebala biti samo prolazna faza do ujedinjenja s Njemačkom), ali je to spriječila čehoslovačka vojska. Odlukama Mirovnog ugovora iz Saint-Germain-en-Laya,  1919., cijela Češka i Moravska ušle su u sastav Čehoslovačke kao i cijeli granični prostor prema Njemačkoj koji je kasnije postao poznat kao Sudeti, i oko kojeg su se plele mnoge političke kontroverze u narednim godinama. Slavensko stanovništvo Litomerica, ostalo je živjeti u gradu čak su se doseljavali i novi stanovnici, ali su ostali u manjini. No nakon Münchenskog sporazuma 1938. godine, njemačke trupe okupirale su Sudete i uključile ih u Treći Reich. Česi iz Litomerica, koji su u međuvremenu došli do 5.000 ljudi morali su napustiti grad i iseliti se u Čehoslovačku.
U završnoj fazi Drugog svjetskog rata, većina njemačkih snaga se povukla iz grada i okolice pred nadirućim trupama Crvene armije. Borci češkog pokreta otpora preuzeli su kontrolu nad gradskom utvrdom 27. travnja 1945., a nakon nekoliko dana otpočeli su pregovore s njemačkim zapovjednikom grada o uvjetima njegove predaje. Njemačka je kapitulirala u noći 8. svibnja a preostale njemačke jedinice pobjegle su iz grada 9. svibnja, neposredno nego što su sovjetske snage ušle u grad 10. svibnja 1945. Veći dio stanovnika njemačkog porijekla je na osnovu Beneševih dekreta protjeran u Njemačku u kolovozu 1945. zajedno s oko 2,5 milijuna drugih građana njemačke nacionalnosti.

## Gradske znamenitosti
Ispod grada postoje brojni podrumi povezani brojnom mrežom podzemnih hodnika tako da se moglo i na taj način kretati po gradu a da se ne izviri na danje svijetlo. U nekim dijelovima grada podrumi su vrlo duboki, izgrađeni u tri etaže. Hodnici kojim su povezani dugi su oko tri kilometara, i jedni su od najdužih u Češkoj. Nažalost samo 336 metara tih podzemnih hodnika otvoreno je za javnost. Litomerice imaju još uvijek vidljive gradske zidine koje su izgrađene u gotičkom stilu.

## Stanovništvo Litomerica 1930. – 2004.
- 1.  prosinca 1930. : 18,498
- 17. svibnja 1939.: 17,267
- 22. svibnja 1947.: 14,402
- 2. lipnja 2004.: 25,517

## Poznati sugrađani
- Alfred Kubin, austrijski crtač, grafičar i novelist
- Martin Škoula, profesionalni hokejaš u Pittsburgh Penguinsima iz američkog NHL
- Kamil Kreps, profesionalni hokejaš u Florida Panthersima iz američkog NHL
- Věra Pospíšilová-Cechlová, češka atletičarka i natjecateljica u bacanja diska

## Gradovi prijatelji
- Armentieres, Francuska
- Calamba City, Filipini (1974.)
- Meissen, Njemačka (1996.)
- Fulda, Njemačka (2001.)
- Dapitan, Filipini (2006.)

## Vanjske poveznice
- Službene stranice grada  Arhivirana inačica izvorne stranice od 9. siječnja 2010. (Wayback Machine) (engl.)